# Drycothaea mexicana
Drycothaea mexicana là một loài bọ cánh cứng trong họ Cerambycidae.